# Castejón de Valdejasa
Castejón de Valdejasa – gmina w Hiszpanii, w prowincji Saragossa, w Aragonii, o powierzchni 110,12 km². W 2011 roku gmina liczyła 257 mieszkańców.